# میشلین برناردینی
میشلین برناردینی (انگلیسی: Micheline Bernardini؛ زادهٔ ۱ دسامبر ۱۹۲۷) مدل و رقصندهٔ برهنه در کازینو د پاریس اهل فرانسه است. برناردینی پذیرفت که در ۵ ژولای ۱۹۴۶ مدل لباس شنای دو تکهٔ طرح لویی رآر که بیکینی نامیده شد باشد.